# Heirats- und Jungfrauenstein

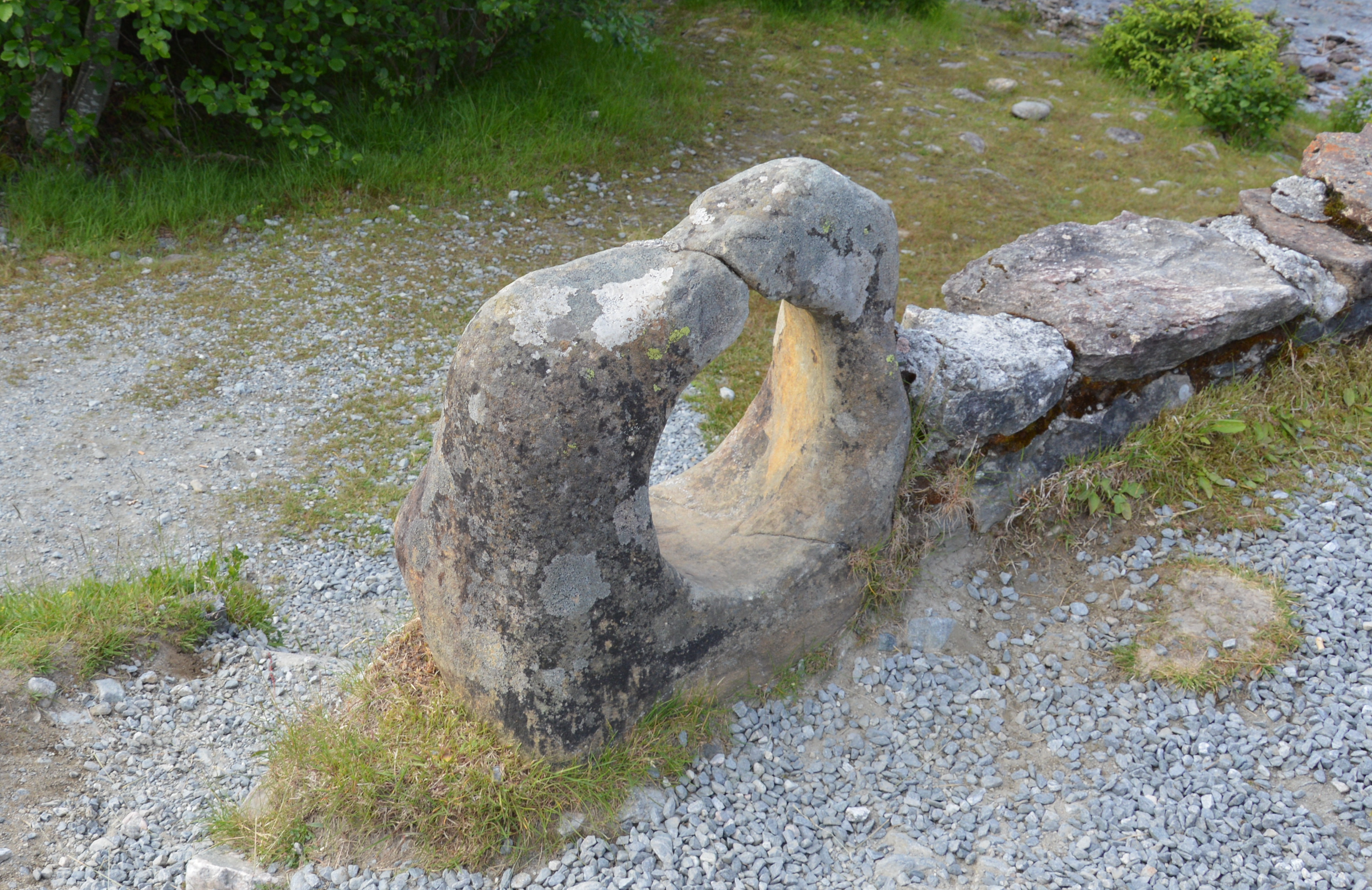
Heirats- und Jungfrauenstein

Der Heirats- und Jungfrauenstein (norwegisch Giftesteinen/Jomfrusteinen) ist ein Stein an der Horndøla-Brücke in der norwegischen Kommune Volda.
Der markante Stein befindet sich am nordöstlichen Ende der Brücke. Er hat in seiner Mitte ein annähernd kreisrundes Loch.
Mit dem Stein sollen der Legende nach zwei Traditionen verbunden sein. So soll es Brauch gewesen sein, dass Brautzüge zu dem Stein wanderten und die Braut dann durch die Öffnung des Steines kroch. Im Falle, dass es ihr nicht gelang, galt sie als möglicherweise schwanger, andernfalls war jedoch eine bestehende voreheliche Schwangerschaft widerlegt. In einer anderen Variante sollen Sennerinnen, die auf den Almen der Umgebung arbeiteten, erst im Mai und dann nach Beendigung ihrer Arbeit im Spätsommer durch den Stein gekrochen sein. Man habe daran erkennen können, ob sie über den Sommer ein ausschweifendes Leben geführt hätten.